# الهشم (ناطع)

تعديل مصدري - تعديل

الهشم هي إحدى قرى عزلة وعله آل رقاب بمديرية ناطع التابعة لمحافظة البيضاء، بلغ تعداد سكانها 261 نسمة حسب تعداد اليمن لعام 2004.